# Norah Drewett
Norah Drewett (1882 - 1960) fou una pianista anglesa.
Estudià en el Conservatori de París sota la direcció de Duvernoy i amb Stavenhagen a Múnic. Inicià la seva carrera de concertista a Berlín assenyalant-se com excedent intèrpret de música impressionista i de gènere encara més avançat.
El 1913 va contraure matrimoni amb el mestre hongarès, director de l'Orquestra Filharmònica de Berlín, Géza Kresz.
Va tenir diversos alumnes de piano entre ells la canadenca Ida Krehm.